# Svartholmen, Vasa
Svartholmen är en del av en halvö i Finland.   Den ligger i landskapet Österbotten, i den västra delen av landet, 400 km nordväst om huvudstaden Helsingfors.